# Der Schwanritter
Der Schwanritter ist eine mittelhochdeutsche Verserzählung, die Konrad von Würzburg in der zweiten Hälfte des 13. Jahrhunderts verfasste.

## Inhalt
Die Witwe des Herzogs Gottfried von Brabant erhebt vor dem Kaiser Klage gegen Gottfrieds Bruder, den Herzog von Sachsen, weil der das Herzogtum Brabant mit Gewalt eingenommen hat. Ein unbekannter Ritter kommt in einem Boot, das von einem Schwan gezogen wird, tritt im Gerichtskampf gegen den Herzog an, besiegt ihn und heiratet die Tochter Gottfrieds, unter der Bedingung, dass niemand nach seinem Namen und seiner Herkunft fragt. Nach Jahren bricht die Herzogin das Verbot, und der Ritter verschwindet in dem Boot, das ihn einst brachte.

## Überlieferung
Das Werk ist lediglich in einer Sammelhandschrift zusammen mit anderen Werken unterschiedlicher Gattungen überliefert. Diese wird auf 1370/80 datiert. Die Sprache ist durchgängig Rheinfränkisch.

## Stoffgeschichte
Die populäre Sage vom Schwanenritter wird bereits im 12. Jahrhundert fassbar und ist in ganz Europa verbreitet. Die heute bekannteste Umsetzung stellt wohl Richard Wagners Oper Lohengrin dar.

## Der Schwanenrittermythos in Kleve
Die Ursprünge der Schwanenrittertradition am Niederrhein, insbesondere in der Grafschaft Kleve, liegen im Dunkeln. Zwar führt bereits im 13. Jahrhundert Konrad von Würzburg die niederrheinischen Fürsten von Kleve und Geldern, sowie die Rienecker als Nachfahren des Brabanter Schwanenrittergeschlechtes auf, doch erst Gert van der Schuren, der sich eindeutig auf andere Quellen beruft, baut diese Verbindung nach 1417 zu einer Ursprungssage des neuen, märkischen Herzogshauses aus.
Vielfach wurde nun bisher versucht, beide Traditionen zu verknüpfen. Doch die sogenannte Niederrheinthese, nach der sich Konrad von Würzburg um 1258 am klevischen Hof aufhielt und dort im Auftrag des Grafen die Schwanenrittersage verfasste, ist reine Spekulation. Sehr gut belegt ist dagegen, dass Konrad über Jahrzehnte in Basel lebte und arbeitete.
Der Historiker Heinz Thomas zeigt eine enge Verbindung zwischen dem anerkannt kaisertreuen Dichter und Herrscherhaus auf, die er auf Indizien stützt. Die Schwanenrittersage datiert er, anders als die meisten Literaturwissenschaftler, in die 1280er Jahre. Man muss seiner Argumentation nicht im Einzelnen folgen, um doch feststellen zu können, dass sich beide in einem Kulturraum bewegten.
Tatsächlich ergibt sich in den 1280er Jahren zumindest mittelbar eine Verbindung zum klevischen Hof: Dietrich VIII. von Kleve erwies sich mehrfach als treuer Bundesgenosse des Kaisers und so verwundert es nicht, dass dieser im Jahr 1290 die Ehe zwischen dem Grafen und seiner Nichte Margareta von Neu-Kyburg stiftete. Die Hochzeit fand im Beisein Rudolfs in Erfurt statt.
Margareta überlebte ihren Gatten († 1305) um mehrere Jahrzehnte. 1318 trat sie in das Prämonstratenserinnenstift Bedburg ein, wo sie in den 1330er Jahren verstarb (zw. 1333/38). Gerade zu dieser Zeit wurde zu Bedburg, damals Hauskloster und Grablege des klevischen Geschlechts, ein neues Doppelgrabmal in Auftrag gegeben, für den bereits 1142 verstorbenen Grafen Arnold I. von Kleve und dessen Gemahlin, Ida von Brabant. Das Besondere daran: Erstmals stützt ein Klever Graf seine Füße auf einen Schwan. Dies ist in der Tat das erste erhaltene und für lange Zeit auch das einzige Zeugnis für eine klevische Schwanenrittertradition.
Dass die Gräfin in ihrer Jugend die Werke Konrads von Würzburg kennenlernte ist mehr als wahrscheinlich. Spätestens mit ihrer Eheschließung gewann die Schwanenrittersage eine besondere Bedeutung für sie. Es wäre nicht unwahrscheinlich, wenn sie das Grabmal gestiftet hätte, das mit Ida von Brabant direkt auf die genealogische Verbindung zu diesem Herzogtum verwies. Das Werk Konrads von Würzburg hätte somit in der Tat die Schwanenrittertradition zu Kleve mitbegründet, ohne dass der Dichter selbst jemals seinen Fuß auf niederrheinischen Boden setzte.

## Textausgaben
- Edward Schröder (Hg.): Kleinere Dichtungen Konrads von Würzburg, II: Der Schwanritter / Das Turnier von Nantes. Zürich 1998, S. 1–41.
- Hans Joachim Gernentz (Hg.): Der Schwanritter. Deutsche Verserzählungen des 13. und 14. Jahrhunderts, hg. und aus dem Mittelhochdeutschen übertragen von H. J. G., 2. Auflage, Berlin 1979, S. 109–201.
- Jan Habermehl (Hg.): Der Schwanritter Konrads von Würzburg. Aus der Frankfurter Handschrift neu ediert und mit einem Kommentar versehen. Frankfurt am Main 2015 online.